# The Hot Air Salesman
The Hot Air Salesman es un corto de animación estadounidense de 1937, de la serie de Betty Boop. Fue producido por los estudios Fleischer y distribuido por Paramount Pictures. En él aparecen Betty Boop y Wiffle Piffle.

## Argumento
Wiffle Piffle es un vendedor ambulante que va de puerta en puerta con muy poco éxito. Cuando llega a casa de Betty Boop, es tal su insistencia que al final Betty le deja pasar. Allí le hará una demostración de los sorprendentes productos que ofrece.

## Producción
The Hot Air Salesman es la sexagésima segunda entrega de la serie de Betty Boop y fue estrenada el 12 de marzo de 1937.